# Цурумаки (княжество)
Княжество Цурумаки (яп. 鶴牧藩 Цурумаки-хан) — феодальное княжество (хан) в Японии периода Эдо (1827—1871). Цурумаки-хан располагался в провинции Кадзуса (современная префектура Тиба) на острове Хонсю.
Административный центр хана: Цурумаки jin’ya (укрепленный дом) в провинции Кадзуса (современный город Итихара, префектура Тиба).

## История
Цурумаки-хан был создан 19 мая 1827 года для Мидзуно Тадатеру (1761—1828), который ранее являлся третьим даймё Ходзё-хана в провинции Ава (1775—1827). Мидзуно Тадатеру переcесился из Авы в провинцию Кадзуса. Так как он имел право по своему статусу на собственный замок, а не укрепленный дом, его jin’ya назывался «замок Цурумаки». В следующем 1828 году он скончался. Его приемный сын, Мидзуно Тадамицу (1792—1842), 2-й даймё Цурумаки-хана (1828—1842), также занимал должность вакадосиёри в сёгунском правительстве в Эдо.
Его сын и преемник, Мидзуно Тадаёри (1824—1884), 3-й даймё Цурумаки-хана (1842—1871), во время Войны Босин сражался на стороне сёгуната Токугава против императорской власти, нападая на своих соседей, сторонников императора. В результате поражения сёгуната Мидзуно Тадаёри был вынужден отказаться от большинства своих земель в провинциях Ава и Кадзуса, получив в 1869 году взамен новые земли. Мидзуно Тадаёри получил помилование от императора Мэйдзи в следующем году и был назначен губернатором своего княжества.
В 1871 году после административно-политической реформы Цурумаки-хан был ликвидирован. Первоначально территория бывшего княжества вошла в состав новой префектуры Кисарадзу, которая затем была включена в состав современной префектуры Тиба. Впоследствии последний даймё Цурумаки-хана получил титул виконта (сисяку) в новой японской аристократической иерархии — кадзоку.
Согласно переписи 1869 года, в княжестве Цурумаки насчитывалось 20 586 человек и 4 757 домохозяйств.

## Список даймё
- Род Мидзуно (фудай-даймё) 1827—1871

| # | Имя и годы жизни                            | Правление | Титул                   | Ранг     | Кокудара         |
| - | ------------------------------------------- | --------- | ----------------------- | -------- | ---------------- |
| 1 | Мидзуно Тадатеру (1761-1828) (яп. 水野忠韶) | 1827-1828 | Оки-но-ками (壱岐守)    | 従五位下 | 15,000 коку риса |
| 2 | Мидзуно Тадамицу (1792-1842) (яп. 水野忠実) | 1828-1842 | Оки-но-ками (壱岐守)    | 従五位下 | 15,000 коку      |
| 3 | Мидзуно Тадаёри (1824-1884) (яп. 水野忠順)  | 1842-1871 | Хидзэн-но-ками (肥前守) | 従五位下 | 15,000 коку риса |